# Idaea pertensa
Idaea pertensa là một loài bướm đêm trong họ Geometridae.